# Ercavica

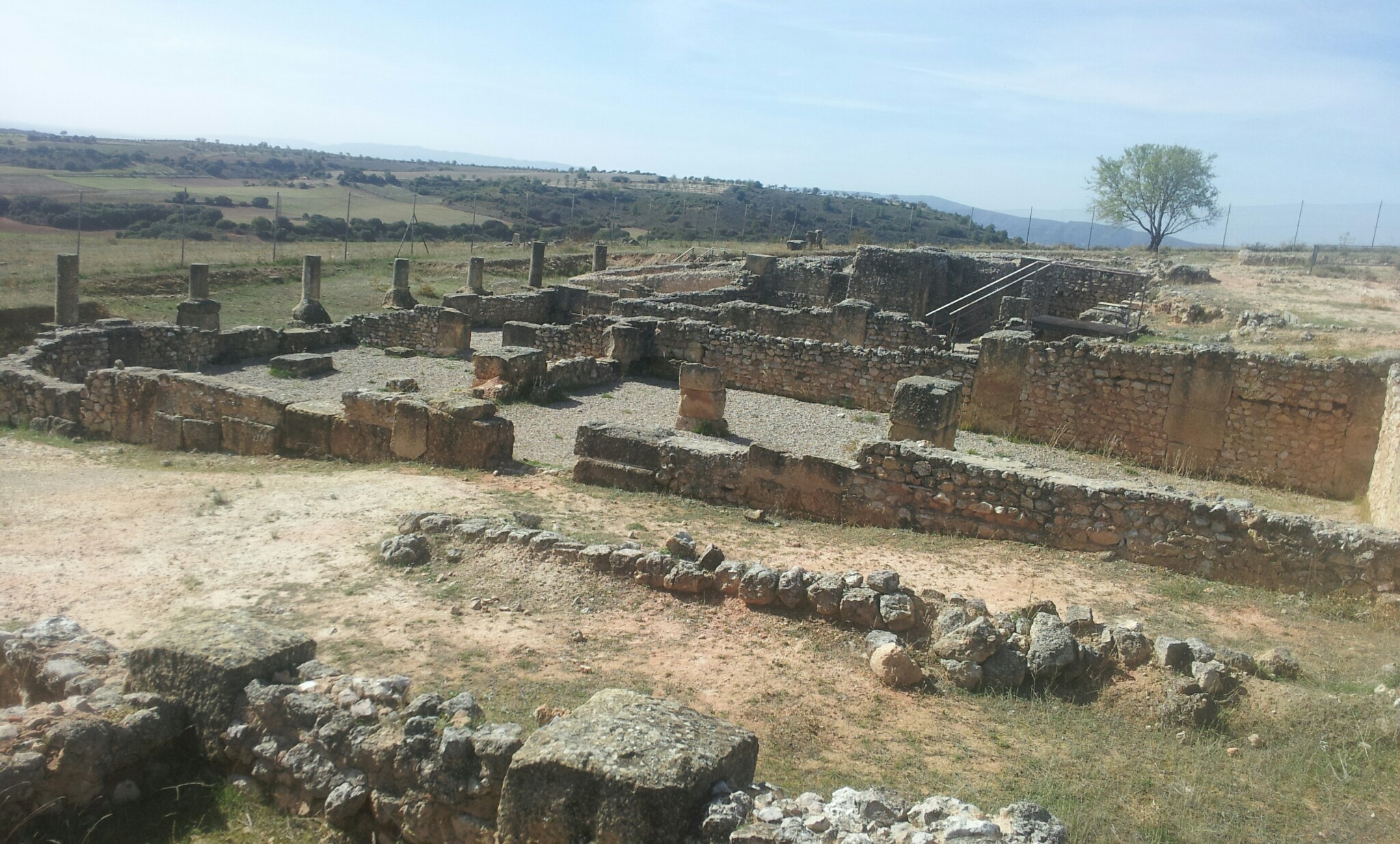
Ercavica (2014)

Ercavica ist eine historische Stadt in Zentralspanien, etwa 150 Kilometer östlich von Madrid.
Die Stadt wurde von den Römern gegründet. Die Stadtfläche betrug 20 Hektar und war von einer Stadtmauer umgeben. In der Zeit der westgotischen Könige war Ercavica (Arcavica/Arcabrica) der Sitz eines Bischofes. Die Stadt wurde circa im 6. Jahrhundert aufgegeben. Die Ausgrabungen befinden sich in einem frühen Stadium. Die Stadt war Bischofssitz; das Titularbistum Arcavica geht darauf zurück.